# Gran Chimu (tỉnh)
Tỉnh Gran Chimu (tiếng Tây Ban Nha: Provincia de Gran Chimu) là một tỉnh thuộc vùng La Libertad của Peru. Tỉnh Gran Chimu có diện tích 1285 km², dân số thời điểm theo điều tra dân số ngày 11 tháng 7 năm 1993 là 29187 người. Tỉnh lỵ đóng ở Cascas.